# Рентные банки
Рентные банки — тип сельскохозяйственных (ипотечных) кредитных учреждений, существующих в Германии под 2 названиями: 1) стандартные; 2) мелиорационные (нем. Landescultur-Rentenbanken).
Рентные банки выдавали ссуды и под залог земель, а также с целью выкупа повинностей. Ссуды выдавались под залог крестьянских дворов, т.е. всей совокупности недвижимой собственности, принадлежавшей одному крестьянскому хозяйству.
Мелиорационные (мелиоративные) банки — земельные банки, предоставляющие кредит для проведения мелиоративных работ. Первый раз такой тип появился в Саксонии в 1855 году.